# Haines (Oregon)
Haines é uma cidade localizada no estado norte-americano de Oregon, no Condado de Baker.

## Demografia
Segundo o censo norte-americano de 2000, a sua população era de 426 habitantes.
Em 2006, foi estimada uma população de 400, um decréscimo de 26 (-6.1%).

## Geografia
De acordo com o United States Census Bureau tem uma área de
2,1 km², dos quais 2,1 km² cobertos por terra e 0,0 km² cobertos por água. Haines localiza-se a aproximadamente 1031 m acima do nível do mar.

## Localidades na vizinhança
O diagrama seguinte representa as localidades num raio de 36 km ao redor de Haines.